# تربوشنیتسا (لوزنیتسا)
تربوشنیتسا (به صربی: Trbušnica) یک منطقهٔ مسکونی در صربستان است که در لوزنیسا واقع شده‌است. تربوشنیتسا ۱۲٫۴۵ کیلومتر مربع مساحت و ۸۳۶ نفر جمعیت دارد و ۲۹۶ متر بالاتر از سطح دریا واقع شده‌است.